# Zoltán Schönherz

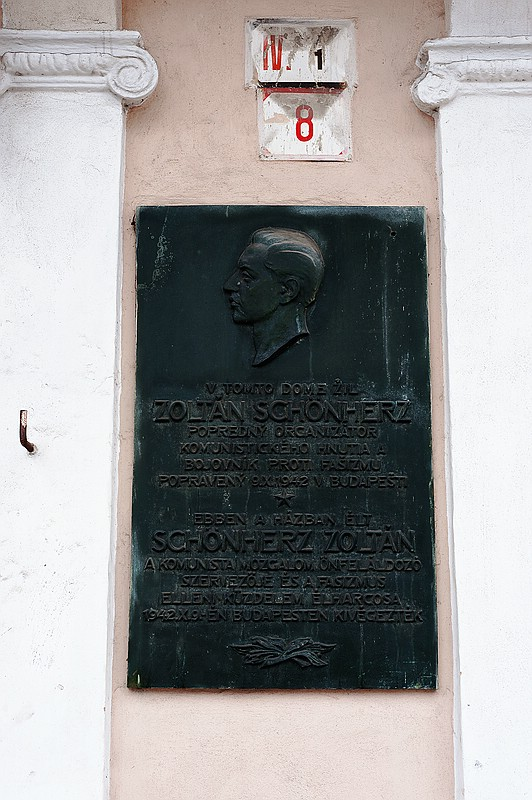
Zoltán Schönherz Erinnerungstafel auf der Gorkeha in Košice

Zoltán Schönherz (* 25. Juli 1905 in Košice; † 9. Oktober 1942 in Budapest) war ein kommunistischer Funktionär in der Tschechoslowakei und in Ungarn sowie Widerstandskämpfer gegen das Horthy-Regime.

## Leben
Nach Abschluss seines Elektroingenieur-Studiums in Prag arbeitete Schönherz für die Kommunistische Partei der Tschechoslowakei (KPTsch). 1934 wurde er Sekretär des ungarischen Zweiges des Slowakischen Jugendverbandes. 1935 vertrat er den Kommunistischen Jugendverband der Tschechoslowakei bei der Kommunistischen Jugendinternationale. Schönherz half bei der Organisation eines antifaschistischen Bündnisses zwischen der slowakischen und ungarischen Jugendorganisationen zwischen 1936 und 1938. Er war einer der Führer des Verbandes der ungarischen Jugend, der von der KPTsch gegründet wurde. Nach dem Ersten Wiener Schiedsspruch und der Besetzung der Südslowakei durch ungarischen Truppen im November 1938 arbeitete Schönherz illegal für die Ungarische Kommunistische Partei (KPU). 1939 wurde Schönherz nach Moskau geschickt, um Weisungen der Komintern einzuholen. Im Dezember 1940 wurde er Mitglied des Sekretariats der KPU, im Januar 1941 Mitglied des ZK der KPU. Als Teilnehmer der Widerstandsbewegung in Ungarn leitete er das Komitee für nationale Unabhängigkeit und schrieb für die illegale KPU-Zeitung Szabad Nép (dt. Freies Volk).
Schönherz wurde am 6. Juli 1942 verhaftet, gefoltert und von einem Militärgericht des Horthy-Regimes am 30. September 1942 zum Tode verurteilt. Er wurde am 9. Oktober 1942 hingerichtet.

## Ehrungen
- Mehrere Straßen in ungarischen Städten sowie das „Schönherz Zoltán kollégium“ der Fakultät für Elektrotechnik und Informatik, Technische und Wirtschaftswissenschaftliche Universität Budapest sind nach ihm benannt.
- Die Ungarische Post gab 1980 anlässlich des 75. Geburtstages von Schönherz eine Sondermarke heraus.